# Satsjchere (gemeente)
Satsjchere (Georgisch: საჩხერის მუნიციპალიტეტი, Satsjcheris moenitsipaliteti) is een gemeente in het midden-noorden van Georgië met 32.359 inwoners (2024), gelegen in de regio Imereti. De gelijknamige stad is het bestuurlijk centrum van de gemeente. Het centrale deel van Satsjchere is gesitueerd in het Imereti-hoogland met delen in de Ratsje- en Lichigebergtes. Satsjchere grenst in het oosten aan de afscheidingsrepubliek Zuid-Ossetië en een beperkt deel van de gemeente ligt feitelijk in Zuid-Ossetië en staat niet onder Georgisch gezag.

## Geschiedenis

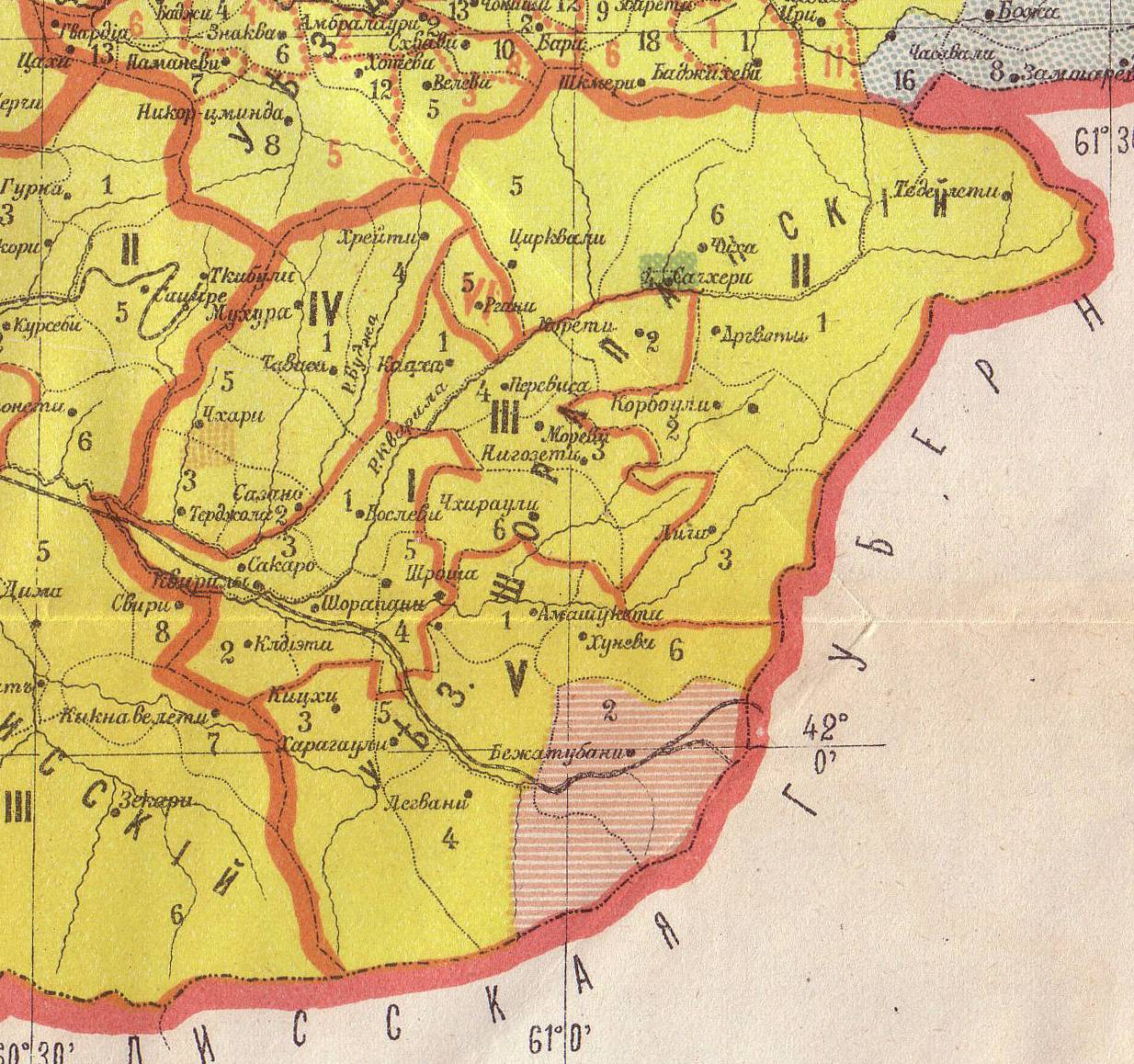
Oejezd Sjorapan in 1886 (II oetsjastok Satschere)

Het gebied van het hedendaagse Satsjchere is net als omliggende gebieden al sinds de oudheid bewoond en er zijn vondsten uit de steentijd gedaan. Na het uiteenvallen van het Koninkrijk Georgië in de 15e eeuw lag het gebied van Satsjchere in het koninkrijk Imeretië dat door zowel het Ottomaanse Rijk als Safavidisch Perzië werd bevochten. Na de Vrede van Amasya in 1555 werd het gebied tot de 18e eeuw gedomineerd door de Ottomanen en lag het aan de grens met Perzisch gecontroleerd Georgië. Vanaf de 18e eeuw verloren de Turken het gezag in het gebied.

### Russisch gezag
In 1810 werd Imeretië door het Russisch Rijk geannexeerd en werd de Russische bestuurlijke indeling geadopteerd. Het vorstendom Imeretië werd Oblast Imeretië, dat in 1840 opgenomen werd in het gouvernement Georgië-Imeretië dat geheel Georgië besloeg. In 1846 werden oost- en west-Georgië weer gescheiden en werd het gebied van Satsjchere bestuurlijk ingedeeld bij de provincie (oejezd) Sjaropan van het gouvernement Koetais. Hierbinnen werd Satsjchere een van de zes gemeentelijk districten, het oetsjastok Satsjchere (Russisch: Сачхерскій участокъ, Satsjcherskí oetsjastok), met de nederzetting Satsjchere als centrum, waarmee de contouren van de moderne gemeente geschapen werden.

### Moderne indeling
Er volgden bestuurlijke herindelingen in de periode 1917-1930 door de tussenkomst van de Democratische Republiek Georgië en de vorming van de Sovjet-Unie. Tijdens de grote bestuurlijke hervormingen in 1930 van de Georgische SSR werd het gebied onderdeel van het rajon Tsjiatoera, om in 1939 afgesplitst te worden als zelfstandig rajon (district).
In 1991 werd als gevolg van de opheffing van de Zuid-Ossetische Autonome Oblast 204 vierkante kilometer van het Zuid-Osseetse district Dzjava aan Satsjchere toegevoegd. Omdat dit gebied effectief onder controle bleef van het afgescheiden Zuid-Ossetië, is deze grenswijziging nooit in de praktijk gebracht. Na de onafhankelijkheid van Georgië werd het district in 1995 ingedeeld bij de nieuw gevormde regio (mchare) Imereti, en werd het district in 2006 omgevormd tot gemeente.

## Conflict Zuid-Ossetië

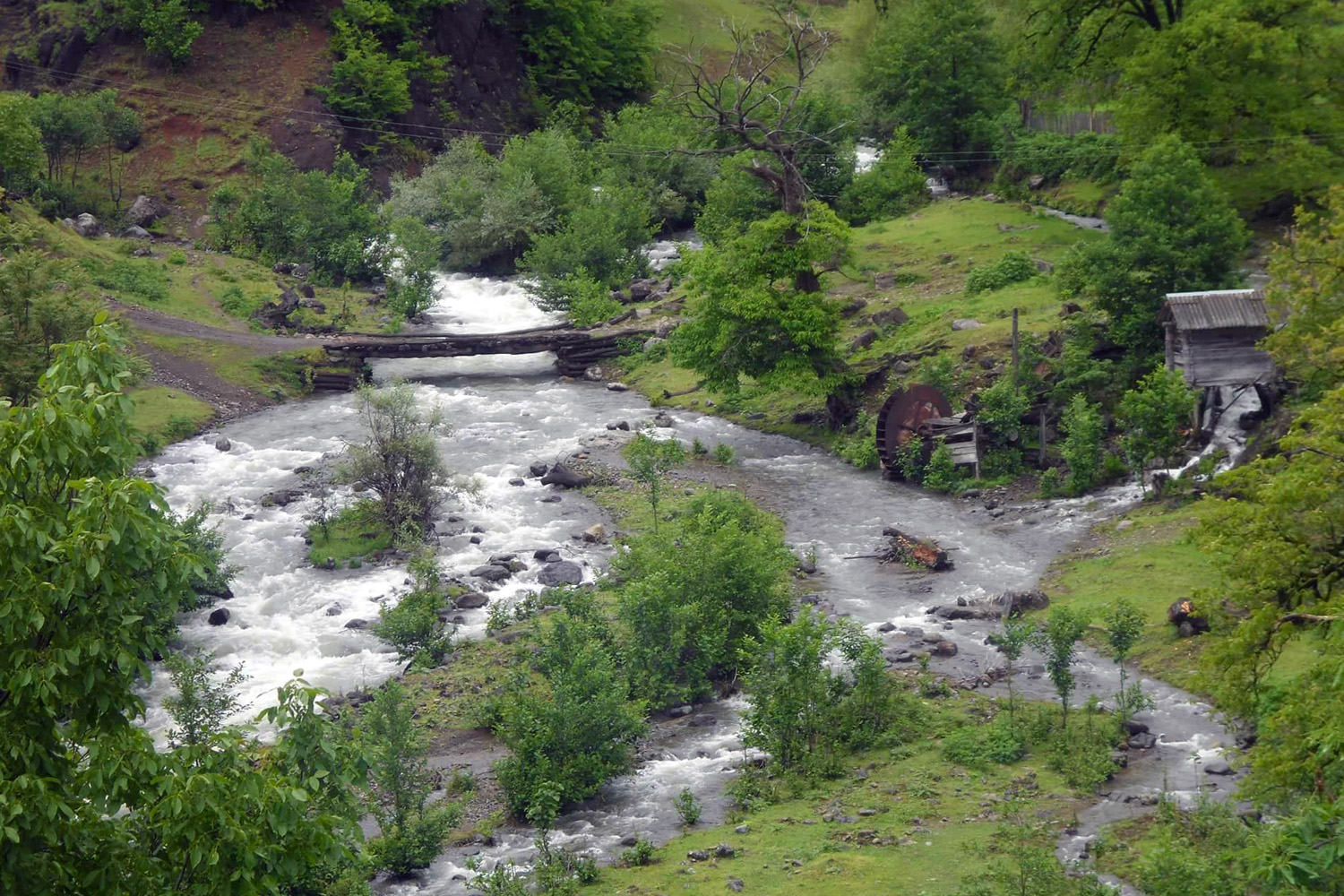
Geboerarivier bij Perevi

Satsjchere grenst aan de afscheidingsrepubliek Zuid-Ossetië en heeft hier als gemeente direct mee te maken. Een groot deel van de ongeveer 40 kilometer lange grens ligt in dichtbebost en onbewoond gebied in het Lichigebergte. In het noordoosten van de gemeente, bij de samenvloeiing van de rivieren Kvirila en Geboera, liggen een aantal dorpen aan deze de facto grens, met als belangrijkste het lokale centrum Perevi. Bij deze dorpen ligt een gedeelte van Zuid-Ossetië ten westen van de waterscheiding van het Lichigebergte, wat sinds 1991 wettelijk bij de gemeente hoort. De Zuid-Osseetse separatisten beschouwen dat gebied als onderdeel van het Zuid-Osseetse district Dzjava. Perevi werd na de Russisch-Georgische Oorlog van 2008 voor de duur van twee jaar bezet gehouden door Russische troepen. Bij Perevi is een Zuid-Osseetse controlepost ten behoeve van reisbewegingen van de Georgische gemeenschap in Zuid-Ossetië naar centraal-Georgië.

## Geografie

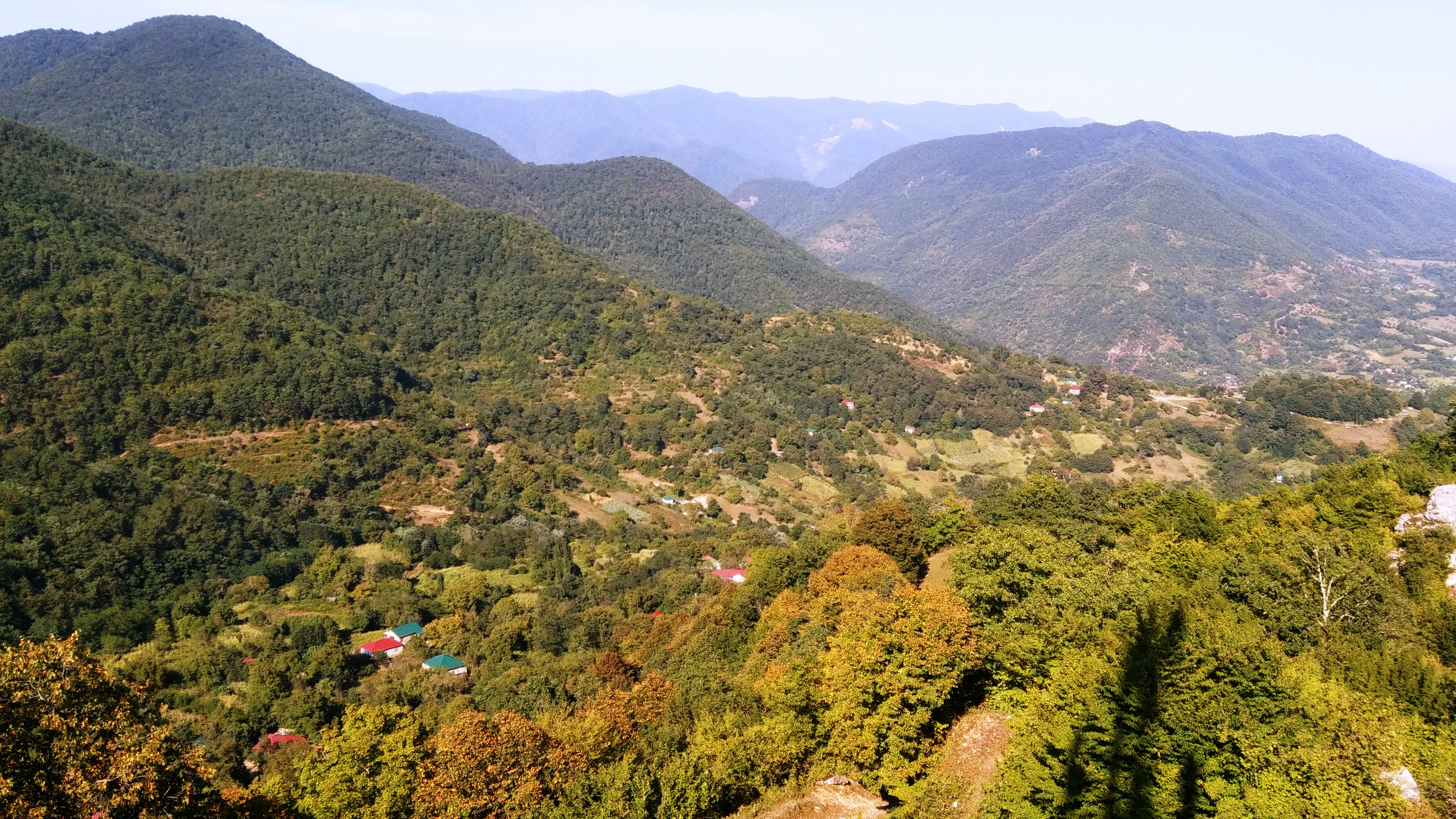
Doenta in het Ratsjagebergte

De gemeente ligt in het oosten van de regio Imereti en grenst rondom aan zeven gemeenten en twee regio's. In het noorden liggen Ambrolaoeri en Oni (regio Ratsja-Letsjchoemi en Kvemo Svaneti), in het oosten Dzjava, Tigva (beiden Zuid-Ossetië). In het zuiden liggen Chasjoeri (regio Sjida Kartli) en Charagaoeli (regio Imereti). In het westen ligt tot slot de gemeente Tsjiatoera.

### Hoogland en bergen
De gemeente ligt geografisch voor het grootste deel in het Imereti-hoogland, waar ook vrijwel alle bewoonde kernen van de gemeente liggen. In het hoogland zijn verschillende rivierkloven uitgesneden in het kalksteen. De gemeente wordt op natuurlijke wijze omsloten door het Ratsjagebergte en het Lichigebergte langs de noordelijke en oostelijke flanken. Over de lengte van het Ratsjagebergte ligt de regiogrens met Ratsja-Letsjchoemi en Kvemo Svaneti. Het gebergte is hier tot 2000 meter boven zeeniveau hoog. De rivier Kvirila stroomt vanuit het noordoosten uit Zuid-Ossetië in westelijke richting door de gemeente en passeert daarbij de hoofdplaats Satsjchere. Het brongebied van de Kvirila in Zuid-Ossetië, grenzend aan het noordoosten van Satsjchere, hoort sinds 1991 de jure bij de gemeente, maar staat in de praktijk niet onder gemeentelijk noch landelijk Georgisch gezag.
Het centraal-westelijke deel van de gemeente ligt op 600-1000 meter hoogte, met uitzondering van de Satsjchere Depressie. Het Imereti-hoogland wordt begrensd door de rivier Dziroela, die in zuidwestelijke richting parallel aan het Lichigebergte door de gemeente stroomt. De Dziroela is een linkerzijrivier van de Rioni en heeft de bron in het Lichigebergte op de grens met Zuid-Ossetië. Het Lichigebergte vormt de oostelijke gemeentegrens met de afscheidingsrepubliek Zuid-Ossetië, de Georgische regio Sjida Kartli, en de gemeente Chasjoeri.

## Demografie
Begin 2024 telde de gemeente Satsjchere 32.359 inwoners, een daling van ruim 14% ten opzichte van de volkstelling van 2014. Het aantal inwoners van de hoofdplaats Satsjchere daalde in diezelfde periode met 13%.
| Bevolkingsontwikkeling van de gemeente Satsjchere                       | Bevolkingsontwikkeling van de gemeente Satsjchere | Bevolkingsontwikkeling van de gemeente Satsjchere | Bevolkingsontwikkeling van de gemeente Satsjchere | Bevolkingsontwikkeling van de gemeente Satsjchere | Bevolkingsontwikkeling van de gemeente Satsjchere | Bevolkingsontwikkeling van de gemeente Satsjchere | Bevolkingsontwikkeling van de gemeente Satsjchere | Bevolkingsontwikkeling van de gemeente Satsjchere | Bevolkingsontwikkeling van de gemeente Satsjchere | Bevolkingsontwikkeling van de gemeente Satsjchere | Bevolkingsontwikkeling van de gemeente Satsjchere |
|                                                                         | 1926                                              | 1939                                              | 1959                                              | 1970                                              | 1979                                              | 1989                                              | 2002                                              | 2014                                              | 2020                                              | 2024                                              |                                                   |
| ----------------------------------------------------------------------- | ------------------------------------------------- | ------------------------------------------------- | ------------------------------------------------- | ------------------------------------------------- | ------------------------------------------------- | ------------------------------------------------- | ------------------------------------------------- | ------------------------------------------------- | ------------------------------------------------- | ------------------------------------------------- | ------------------------------------------------- |
| Gemeente Satsjchere                                                     | -                                                 | -                                                 | 38.202                                            | 45.552                                            | 44.859                                            | 44.968                                            | 46.590                                            | 37.775                                            | 35.253                                            | 32.359                                            |                                                   |
| Satsjchere (stad)                                                       | 2.757                                             | 4.518                                             | 6.469                                             | 7.311                                             | 7.085                                             | 7,842                                             | 6.660                                             | 6.140                                             | 5.792                                             | 5.329                                             |                                                   |
| Verantwoording data: Bevolkingsstatistiek Georgië 1897 tot heden. Noot: |                                                   |                                                   |                                                   |                                                   |                                                   |                                                   |                                                   |                                                   |                                                   |                                                   |                                                   |

### Etniciteit en religie
De bevolking van de gemeente was volgens de volkstelling van 2014 vrijwel geheel mono-etnisch Georgisch (99,8%). De belangrijkste etnische minderheden waren enkele tientallen Russen en Osseten. Vrijwel alle inwoners waren volgens de volkstelling Georgisch-Orthodox (98,8%). De enige significante religieuze minderheden waren jehova's (0,4%) en enkele tientallen protestanten.

## Administratieve onderverdeling

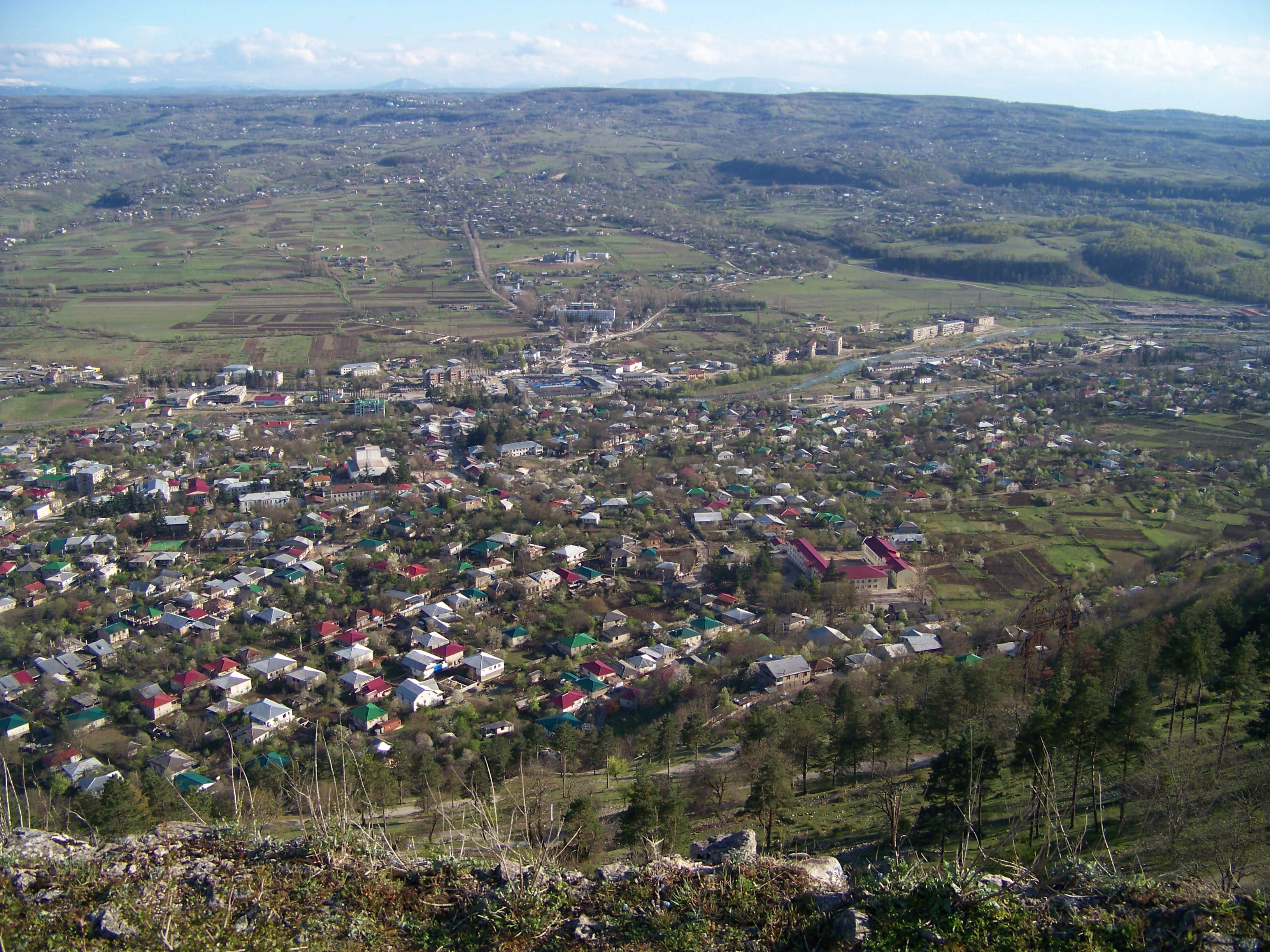
Hoofdplaats Satsjchere

De gemeente Satsjchere is administratief onderverdeeld in 12 gemeenschappen (თემი, temi) met in totaal 45 dorpen (სოფელი, sopeli) en één stad (ქალაქი, kalaki), het bestuurlijk centrum Satsjchere.

## Bestuur
De gemeenteraad van Satsjchere (Georgisch: საკრებულო, sakreboelo) wordt elke vier jaar gekozen in een gemengd kiesstelsel. Een deel wordt via enkelvoudige kiesdistricten gekozen en een deel via evenredige vertegenwoordiging van gesloten partijlijsten, waarvoor een kiesdrempel geldt van drie procent. Satsjchere is de geboortegrond van miljardair Bidzina Ivanisjvili, oprichter van de regerende Georgische Droom. De partij behaalde in Satsjchere stelselmatig de hoogste uitslagen in het land.
| Samenstelling Sakreboelo (zetels per partij) | Samenstelling Sakreboelo (zetels per partij) | Samenstelling Sakreboelo (zetels per partij) | Samenstelling Sakreboelo (zetels per partij) | Samenstelling Sakreboelo (zetels per partij) |
| Partij                                       | Partij                                       | 2014                                         | 2017                                         | 2021                                         |
| -------------------------------------------- | -------------------------------------------- | -------------------------------------------- | -------------------------------------------- | -------------------------------------------- |
|                                              | Georgische Droom (GD)                        | 25                                           | 26                                           | 30                                           |
|                                              | Verenigde Nationale Beweging (UNM)           | 1                                            | 1                                            | 2                                            |
|                                              | Overige partijen                             | 2                                            | 2                                            | 1                                            |
| Totaal                                       | Totaal                                       | 28                                           | 29                                           | 33                                           |

## Bezienswaardigheden

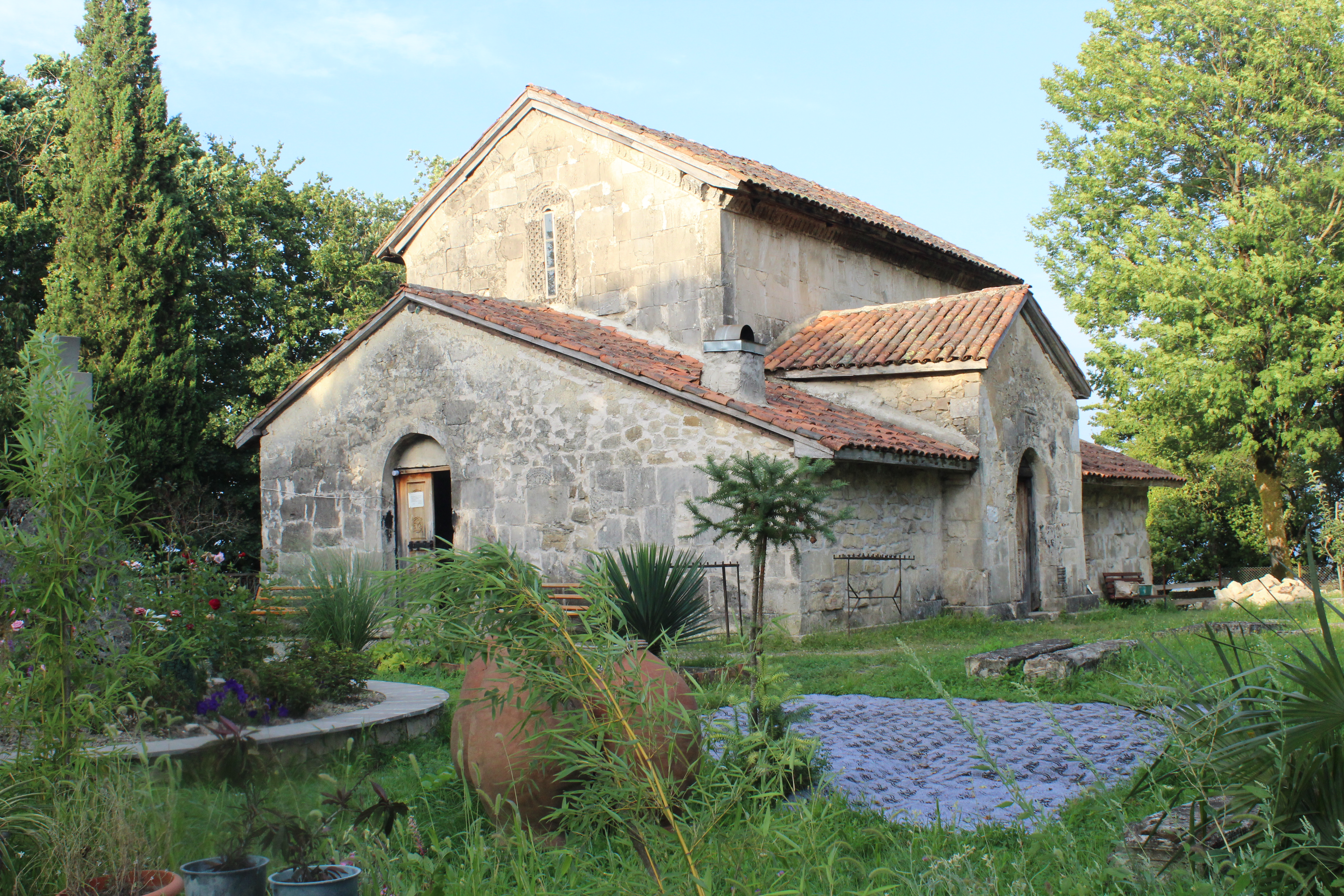
Verlosserskerk in Koreti (10e eeuw)

In de gemeente zijn tientallen cultuur-historische monumenten aanwezig, veelal eeuwenoude kerkjes of kloosters.
- Doenta Goridzjvarikerk (10e eeuw). Herbouwd in de jaren 1990, gelegen op een top boven het fort Modinache, met uitzicht over de wijde omgeving.[34]
- Fort Modinache (18e eeuw). Fort bovenop de steile helling van het Ratsjagebergte direct boven de stad, gerestaureerd in 2019. Gebouwd in opdracht van de lokale adel Tsereteli. Naast cultureel erfgoed ook een archeologische vindplaats met vondsten uit de bronstijd, ijzertijd en oudheid.[35]
- Verlosserskerk van Koreti (10e eeuw). Hallenkerk in het dorp Koreti met verschillende aanbouwen en fresco's.[36][37]
- Huismuseum van Akaki Tsereteli in Schvitori aan de rand van Satsjchere, opgericht in 1939. Tsereteli was lid van het adellijke geslacht dat lange tijd over het gebied regeerde en was zelf een prominent dichter en speelde een uitgesproken rol in de Georgische nationale bevrijdingsbeweging in de 19e eeuw met generatiegenoten Ilja Tsjavtsjavatse.[38] Het huismuseum is gevestigd in het residentieel paleis van de Tsereteli's dat een nationaal monument is.[39]
- Stationsgebouw van Satsjchere uit 1905. Nationaal cultureel erfgoed.[40]

## Vervoer

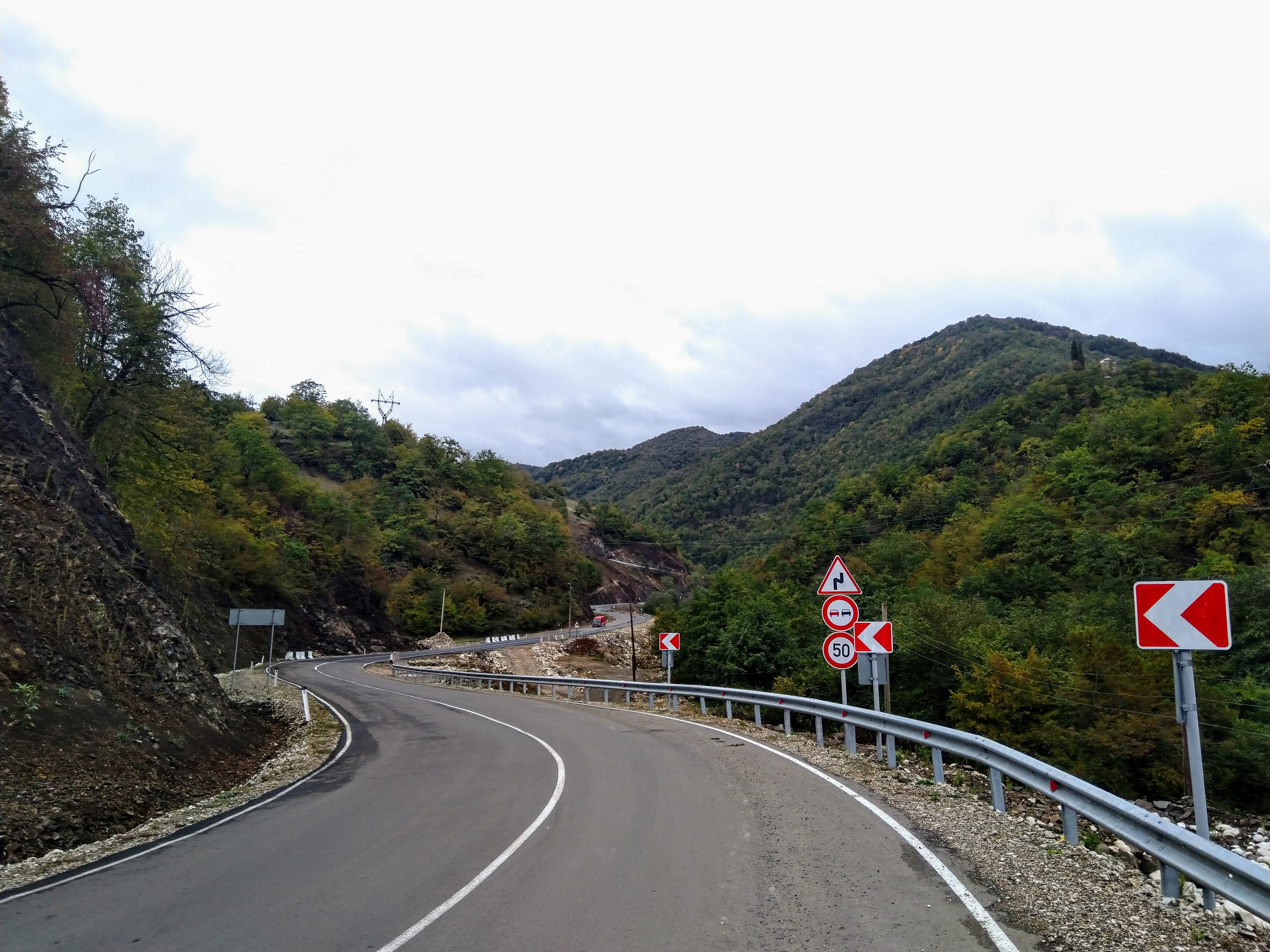
Nieuwe Satsjchere-Oni weg

Door de gemeente Satsjchere komen een tweetal belangrijke interregionale wegen die in de stad Satsjchere samenkomen. De nationale route Sh22 verbindt het oosten van Imereti maar ook Ratsja-Letsjchoemi en Kvemo Svaneti door het Lichigebergte met de centrale nationale infrastructuur, de autosnelweg S1 / E60 bij Gomi. In de zuidwestelijke richting verbindt deze route Satsjchere met Tsjiatoera en de landelijke hoofdweg S1 bij Zestafoni, en daarmee met de westelijke helft van het land. 
Sinds 2021 is er een nieuwe nationaal belangrijke verbinding met de regio Ratsja-Letsjchoemi en Kvemo Svaneti en de stad Oni, de Sh209 die dwars door het Ratsjagebergte gaat, en hoogtes tot 1900 meter boven zeeniveau bereikt. Tot 1991 werd Oni vanuit het centrale deel van het land bereikt via Tschinvali door Zuid-Ossetië. Deze route is sindsdien niet meer mogelijk. De nieuwe weg bekort de reis naar Oni vanuit de oostelijke helft van Georgië.
In 1904 werd Satsjchere via het spoor met Tsjiatoera en de hoofdlijn bij Zestafoni verbonden door de inspanningen van de filantropiste Elisabeth Tsereteli. In 1905 werd met haar steun het monumentale stationsgebouw opgeleverd, dat inmiddels behoort tot het nationaal cultureel erfgoed. Er rijdt dagelijks een trein van Satsjchere naar Koetasi via Zestaponi.